# 切爾諾烏索沃區

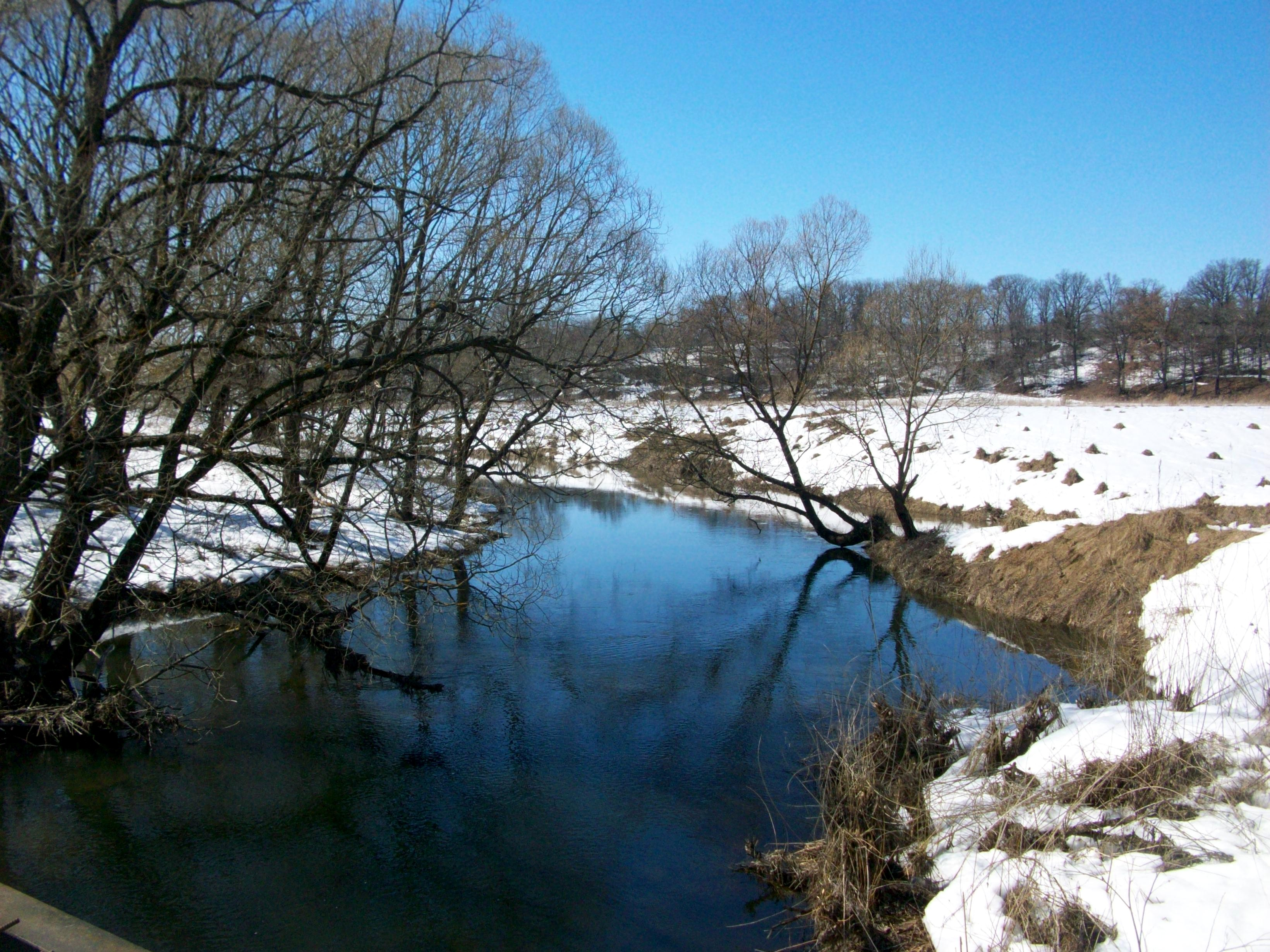

53°27′00″N 36°54′36″E / 53.45000°N 36.91000°E
切爾諾烏索沃區（俄语：Чернский район），是俄羅斯的一個區，位於該國西部，由圖拉州負責管轄，面積1,614平方公里，2010年該區人口20,476，人口密度為每平方公里12.69人。